# Lünischteich
Der etwa ein Hektar große Lünischteich im östlichen Stadtgebiet Braunschweigs wurde von Mönchen des Klosters Riddagshausen als Fischteich angelegt. Von 1924 bis in die 1960er Jahre diente er als Badeanstalt. Heute ist er Bestandteil einer Grünanlage zwischen Prinz-Albrecht-Park und Riddagshausen.

## Lage
Der Teich liegt in der Feldmark von Riddagshausen und auf dem Gebiet der Wüstung Hunesheim, auch als Hünessen bezeichnet, die in der Weiheurkunde der Magnikirche erwähnt ist und ab 1226 dem Kloster Riddagshausen gehörte. Der Name des Teiches leitet sich von diesem Ort ab und war am Anfang des 17. Jahrhunderts noch unter der Bezeichnung Hünischteich bekannt.
In der Preußischen Generalvermessung von 1753 ist bei dem Teich eine natürliche Quelle mit der Bezeichnung Jöte Born überliefert.
Westlich des Teichs verläuft die Bahnstrecke Braunschweig–Wieren, ansonsten ist er von zahlreichen Kleingartenvereinen umgeben wie beispielsweise dem Kleingartenverein „Lünischhöhe“. Jenseits der Bahnlinie liegt der Kleingartenverein „Mückenburg“, unter dessen Namen das Gebiet in alten Landkarten geführt wurde. Um das Jahr 1920 hieß er noch „Mückenburger Teich“. Das Wiesengelände zwischen Bahnlinie und dem Teich wird heute als Sportplatz und für Veranstaltungen genutzt.
Politisch gehören der Teich und der südlich gelegene Kleingartenverein „Lünischhöhe“ sowie weiter östlich vorhandene Grünanlagen bis zur Mittelriede zum Östlichen Ringgebiet, während Riddagshausen Bestandteil des Stadtbezirks Wabe-Schunter-Beberbach ist.

## Badeanstalt

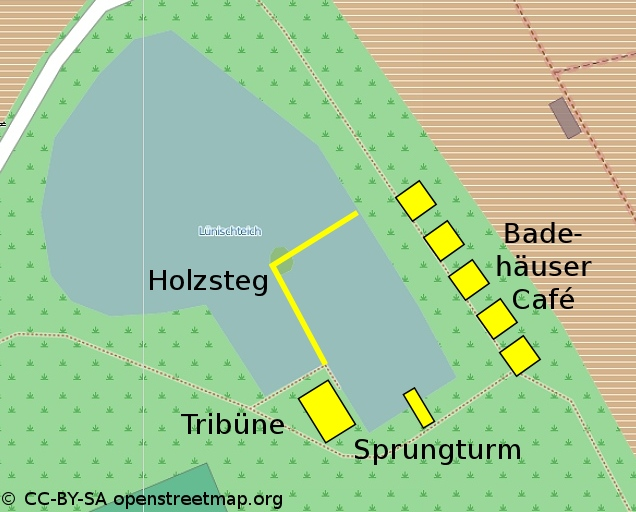
Lageplan der Badeanstalt Lünischteich nach überlieferten Fotos und Postkarten.

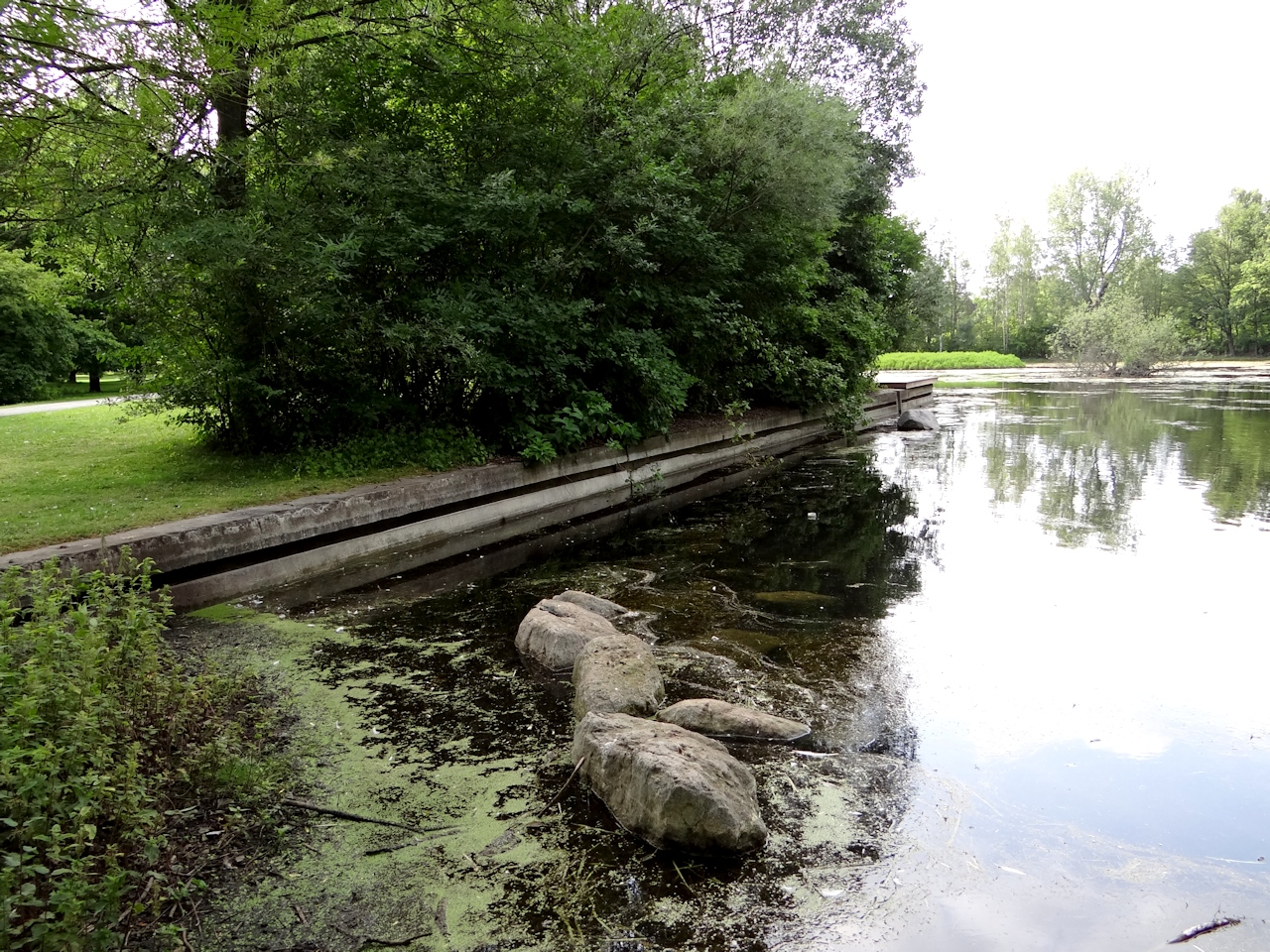
Der Lünischteich in der südwestlichen Ecke, gut erkennbar der frühere Rand des Schwimmbeckens.

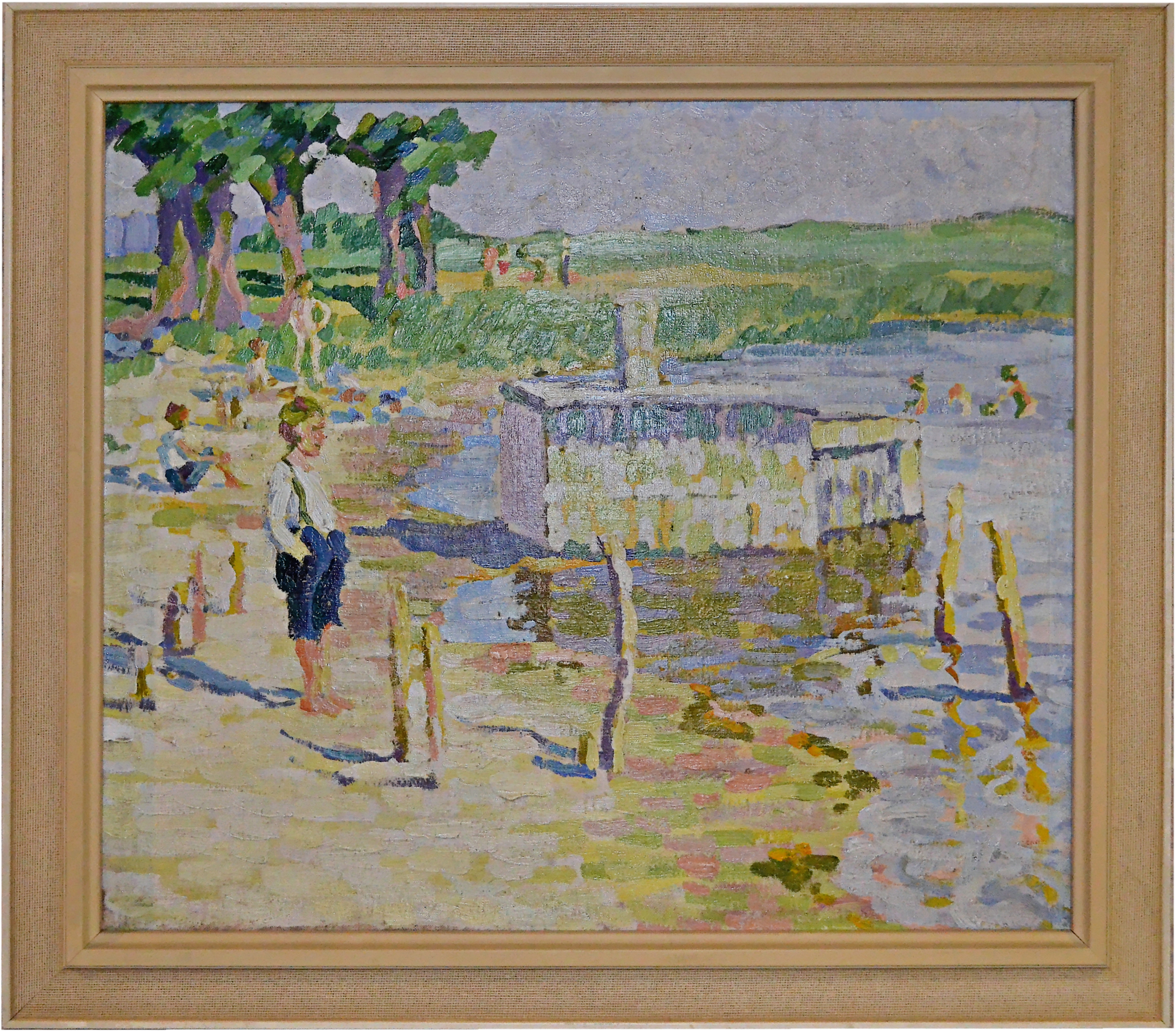
Käthe Evers: Der Lünischteich in Riddagshausen bei Braunschweig, Öl auf Leinwand, entstanden 1910.

In der Weimarer Zeit entwickelte sich ein starkes Bedürfnis nach Familienbadeanstalten. Bis dahin waren die Bäder, die vor allem an der Oker bestanden, nach Geschlechtern und früher sogar nach Ständen getrennt. Treibende Kraft für die Einrichtung solcher Bäder waren die Braunschweiger Schwimmvereine wie der Arbeiterschwimmverein Delphin, der SC Germania und der BSV 02. Letzterer gab 1922 bekannt, dass er ein Familienbad errichten wolle und entschied sich für den Lünischteich. Als Alternativen kamen die Oker bei Heinrichshafen und das Kennelgebiet in Frage. Die Finanzierung erfolgte zunächst durch Losverkauf, der jedoch durch die Inflation erfolglos verlief. Der spätere Verkauf von Postkarten, sogenannten Bausteinen, brachte die erforderlichen Gelder zusammen. Der Bauunternehmer Karl Munte und der Architekt Gustav Lippelt planten und bauten das Strandbad, das am 29. Juni 1924 eingeweiht wurde. Zuvor musste jede Menge Schlamm aus dem Teich entfernt werden, um eine 50 Meter lange Schwimmbahn ausreichender Breite und Tiefe zu schaffen. Zur Einweihung entstand ein rund dreizehnminütiger Film mit dem Titel Lünischteich (1924).
Das Ufer säumte ein weißer Sandstrand. Auf dem Gelände wurden drei Gebäude errichtet, darunter ein Café mit Freiterrasse. Später wurde ein Sprungbecken von sechs Metern Tiefe ausgehoben. Bis zum Sommer 1925 entstanden ein 10-Meter-Sprungturm, eine großzügige Zuschauertribüne am Südwestufer sowie auf der gegenüberliegenden Seite ein Verwaltungsgebäude und ein Kinderbadehaus. Das Ufer unterhalb der Tribüne wurde mit einer Betonmauer befestigt, die heute noch vorhanden ist. Ein Holzsteg umgab das Schwimmbecken.
Mit 6.000 bis 10.000 Besuchern an eintrittsfreien Wochenenden zählte das Bad zu den beliebtesten Bädern Braunschweigs, das außer dem Badevergnügen auch einen Frisiersalon, Massagen, öffentlich übertragene Rundfunkvorträge und überregionale Wettkampfveranstaltungen bot. Einziger Nachteil waren der starke Algenwuchs und das trübe Wasser.
Während des Zweiten Weltkrieges befand sich auf dem „Mückenberg“, in unmittelbarer Nähe des Lünischteiches, eine Flugabwehrstellung mit einer Doppelflakbatterie (3. und 4./165) bestehend aus zwölf Geschützen mit Kalibern zwischen 8,8 und 10,5 cm. Die Stellung und das angrenzende Bad wurden durch Bombentreffer zerstört und danach geplündert.
Die Wasserqualität wurde 1963 als so schlecht bewertet, dass der Teich nicht mehr zum Baden freigegeben wurde. In den Folgejahren lag der Teich ungenutzt, bis er in die bestehende Grünanlage umgestaltet wurde.

## Flora und Fauna
Nach der zwischenzeitlichen Nutzung als Angelteich werden Teich und Umfeld vom Fachbereich Stadtgrün unterhalten. Um eine weitere Verschlammung des Teichs zu verhindern und um Vögeln Zugriff auf den Grund zu geben, wird dieser zur Winterzeit abgelassen. Bei einer Untersuchung des Schlammgrundes auf Pflanzensamen wurden 87 Arten festgestellt. Darunter sind neun Rote-Liste-Arten, beispielsweise die Zypergras-Segge. Außerdem wurde das seit 100 Jahren am Standort verschollene Spitzblättrige Laichkraut wiederentdeckt.

## Sonstiges
Nach dem Lünischteich ist die Abzweigstelle zum Braunschweiger Rangierbahnhof von der Bahnlinie nach Gliesmarode benannt.